# Monumento a Campomanes
L'escultura urbana coneguda pel nom Monumento a Campomanes, ubicada al carrer Campomanes, a la ciutat d'Oviedo, Principat d'Astúries, Espanya, és una de les més d'un centenar que adornen els carrers de l'esmentada ciutat espanyola.
El paisatge urbà d'aquesta ciutat, es veu adornat per obres escultòriques, generalment monuments commemoratius dedicats a personatges d'especial rellevància en un primer moment, i més purament artístiques des de finals del segle xx.
L'escultura, feta en un aliatge de bronze i silici patinada en òxid, és obra de  Amado González Hevia, "Favila", i està datada 2002.
Amb una altura de dos metres i trenta centímetres i un pes de tres mil cinquanta quilos, aquesta obra, que va tenir un cost de 90000 euros, es va erigir per commemorar el bicentenari de la mort de Pedro Rodríguez de Campomanes, primer Comte de Campomanes. Aquest polític, jurista, historiador i economista asturià, va tenir una gran influència durant la seva vida, exercint importants càrrecs públics; més, va ser al costat del comte d'Aranda, el de  Floridablanca i Jovellanos, personatge fonamental i clau per dur a terme les reformes essencials de l'economia espanyola des dels seus fonaments.

L'obra presenta al comte treballant, assegut a terra, inclinat sobre un escriptori. Se situa sobre una base de formigó que presenta una placa amb la següent inscripció: 
| « | CONDE DE/CAMPOMANES/ESCULTOR/FAVILA/MARZO 2003 | » |

A més, l'obra presenta la signatura de l'autor i la data, sota el seu pseudònim "Favila", en un dels plecs de la capa del personatge ("Favila 2002").